# 트레이시 오스틴
트레이시 앤 오스틴 홀트(Tracy Ann Austin Holt, 1962년 12월 12일 ~ )는 전 세계 랭킹 1위였던 미국의 은퇴한 여자 프로 테니스 선수이다. US 오픈 단식에서 2회 우승(1979, 1981년)했으며 윔블던 혼합복식에서도 1회 우승(1980년)했다. 등 부상 및 좌골신경통으로 인해 1983년 무렵 20대 초반의 젊은 나이임에도 불구하고 투어 활동을 잠시 중단했다. 1988년 다시 복귀하여 복식 대회를 위주로 출전하였으나 1989년 치명적인 오토바이 사고를 당하면서 다시 한동안 선수 생활을 접어야만 했다. 이후 1993년 및 1994년에 다시 한 번 복귀를 시도하였으나 성적이 좋지 못했으며, 결국 1994년 프로 투어에서 은퇴했다.